# Montroyalite
La montroyalite è un minerale translucido biancastro, che prende il nome dalla zona di ritrovamento, presso Mount Royal, nella provincia canadese del Québec.